# Test de Cramer-Von Mises
Pour les articles homonymes, voir Cramer.
Le test de Cramer-Von Mises ou critère de Cramer-Von Mises est un test statistique utilisé pour évaluer la qualité de l'ajustement d'une fonction de répartition notée {\displaystyle F^{*}} comparée à une fonction de répartition empirique notée {\displaystyle F_{n}}.
Ce test est nommé en l'honneur de Harald Cramer et Richard von Mises. La généralisation pour deux échantillons de ce test est due à Theodore Anderson. Ce test est également une alternative au test de Kolmogorov-Smirnov.